# Pria
Pria (en hongrois : Perje) est un village faisant partie de la commune de Cizer située dans le județ de Sălaj, Transylvanie, Roumanie.

## Localisation
Pria est située dans la partie sud-ouest du judeţ de Sălaj, au nord-ouest de la région historique de Transylvanie, au pied de montagnes Meseș, sur les rives de la rivière Valea Priei, à la 37 km de la ville de Zalău et à 36 km de Șimleu Silvaniei.

## Monuments et lieux touristiques
- Église orthodoxe “Saint apôtres Pierre et Paul” (construite entre 1930-1936
- Măgura Priei (996 mètres) le plus haut sommet des montagnes Meseş[1]
- Rivière Valea Priei (affluent de la rivière Crasna)

## Relations internationales
- Crassier (Suisse)